# The Dreaming (album)
The Dreaming è il quarto album di Kate Bush, pubblicato nel settembre 1982.

## Descrizione
Si tratta del primo album completamente prodotto dalla cantante stessa.
Musicalmente è un disco sperimentale e art rock che ha il pop come elemento centrale. Inoltre è caratterizzato da un'ecletticità che coinvolge anche influenze che derivano dal folk, dalla musica etnica, dall'art pop, dal pop progressivo e dalla musica elettronica.
All'interno delle parti più sperimentali è possibile trovare campionature rimaneggiate della voce di Kate Bush (ad esempio la parte finale di Leave It Open) e suoni al limite della cacofonia (come il verso del mulo in Get Out of My House) - non a caso la stessa artista definisce questo come il suo "mad album" (album pazzo).
La canzone Houdini si rifà apertamente alla tragica scomparsa dell'illusionista Harry Houdini, mentre il testo di Pull Out the Pin parla della guerra del Vietnam riportando diversi aneddoti interessanti (ad esempio, il piccolo Buddha d'argento portato dai guerriglieri vietnamiti).
Dall'album sono stati estratti cinque singoli: Sat in Your Lap, Night of the Swallow, Suspended in Gaffa, There Goes a Tenner, The Dreaming.

## Tracce
1. Sat in Your Lap – 3:30
2. There Goes a Tenner – 3:25
3. Pull Out the Pin – 5:30
4. Suspended in Gaffa – 3:55
5. Leave It Open – 3:20
6. The Dreaming – 4:40
7. Night of the Swallow – 5:25
8. All the Love – 4:30
9. Houdini – 3:50
10. Get Out of My House – 5:25

## Formazione
- Kate Bush - voce, pianoforte, tastiera
- Stewart Arnold - voce
- Jimmy Bain - basso
- Ian Bairnson - chitarra, voce
- Brian Bath - chitarra
- Paddy Bush - armonica a bocca, mandolino, voce
- Geoffrey Downes - tastiera
- Stuart Elliott - batteria, percussioni
- Gordon Farrell - voce
- David Gilmour - voce
- Rolf Harris - didgeridoo
- Preston Heyman - percussioni
- Gary Hurst - voce
- Sean Keane - violino
- Dave Lawson - sintetizzatore
- Alan Murphy - chitarra
- Del Palmer - basso, voce
- Esmail Sheikh - batteria
- Danny Thompson - basso
- Richard Thornton - voce
- Eberhard Weber - basso